# Arriva Jesse James
Arriva Jesse James (Alias Jesse James) è un film del 1959 diretto da Norman Z. McLeod.
È una commedia western statunitense con Bob Hope, Rhonda Fleming e Wendell Corey.

## Produzione
Il film, diretto da Norman Z. McLeod su una sceneggiatura di William Bowers e Daniel B. Beauchamps con il soggetto di Robert St. Aubrey e Bert Lawrence, fu prodotto da Jack Hope per la Hope Enterprises e girato nell'Iverson Ranch a Los Angeles e nei Paramount Studios a Hollywood, in California.
La scena della sparatoria alla fine del film presenta una serie di apparizioni di personaggi del cinema e della televisione:
- James Garner nel ruolo di Bret Maverick
- Fess Parker nel ruolo di Davy Crockett
- Gary Cooper nel ruolo di Will Kane from High Noon
- Roy Rogers
- Bing Crosby
- Jay Silverheels nel ruolo di Tonto
- Hugh O'Brian nel ruolo di Wyatt Earp
- James Arness nel ruolo del Marshal Matt Dillon
- Ward Bond nel ruolo del sindaco Seth Adams
- Gail Davis nel ruolo di Annie Oakley

Dopo l'uscita nelle sale del film, alcune versioni successive non inclusero tutti i camei a causa di una miriade di problemi legali con i diritti. Nel 2007 il film uscito in DVD per la serie "MGM Legends" include tutti i camei.

## Colonna sonora
- Alias Jesse James - parole di William D. Dunham, musica di Marilyn Hooven e Joseph Hooven, cantata da Guy Mitchell
- Ain't-a-Hankerin' - musica di Arthur Altman, parole di Bud Burtson, cantata da Bob Hope e Rhonda Flemming
- Protection - musica di Arthur Altman, parole di Bud Burtson

## Distribuzione
Il film fu distribuito con il titolo Alias Jesse James negli Stati Uniti dal 20 marzo 1959 al cinema dalla United Artists.
Alcune delle uscite internazionali sono state:
- in Giappone il 18 luglio 1959
- in Svezia il 12 agosto 1959 (Alias Jesse James)
- in Germania Ovest il 25 agosto 1959 (Ein Schuß und 50 Tote)
- in Francia il 28 ottobre 1959 (Ne tirez pas sur le bandit)
- in Danimarca il 7 dicembre 1959 (Præriens værste mand)
- in Austria il 18 dicembre 1959 (Ein Schuß und 50 Tote)
- in Italia il 21 gennaio 1960
- in Finlandia il 22 gennaio 1960 (Alias Jesse James)
- in Turchia nel gennaio del 1961 (Zoraki haydut)
- in Grecia (Bob, o tromokratis)
- in Ungheria (Fedőneve: Jesse James)
- in Polonia (Pechowiec na prerii)
- in Brasile (Valentão é Apelido)
- in Italia (Arriva Jesse James)

## Critica
Secondo Leonard Maltin è "uno dei film più divertenti interpretati da Hope". Maltin segnala inoltre la scena del duetto canoro tra la bella Rhonda Fleming e il protagonista.